# Любомир Желев
Любомир Александров Желев е български общественик, експерт по балканските проблеми, член на НФСБ.

## Биография
Любомир Желев е роден на 5 декември 1943 година в град Карнобат. Инженер по образование. Завършил е и външна търговия в Москва. Работил е в бившето Министерство на външната търговия, бил е търговско аташе в Анкара. През 1974 година е зам.-ръководител на делегацията, подписала първата спогодба за износ на българска електроенергия в Турция. Експерт по балканските проблеми и българо-турските отношения.
През месец май 2011 година е сред учредителите на партия НФСБ, като е сред 19-те души които влизат Националния политически съвет.
На местните избори през 2011 година е 9-и в листата на НФСБ за общински съветници на София, но не успява да влезне в общинския съвет.

### Държавна сигурност
Комисията за разкриване на документите и за обявяване на принадлежност на български граждани към Държавна сигурност и разузнавателните служби на Българската народна армия изкарва досие на Любомир Желев, в което пише, че той е работил в 5-о главно управление на ДС.